# Municipio de Alto Lucero de Gutiérrez Barrios

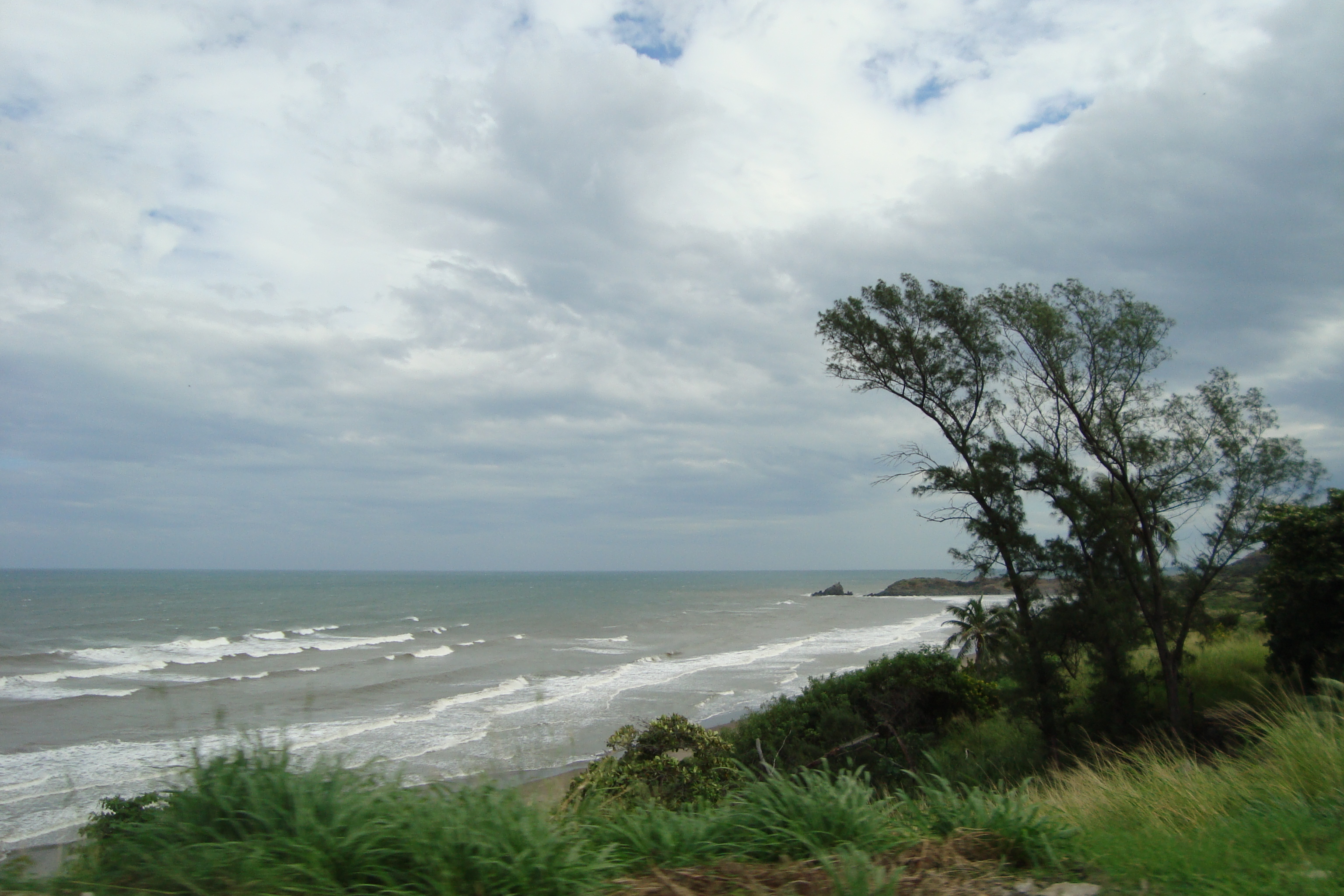
Paisaje de Boca Andrea - panoramio

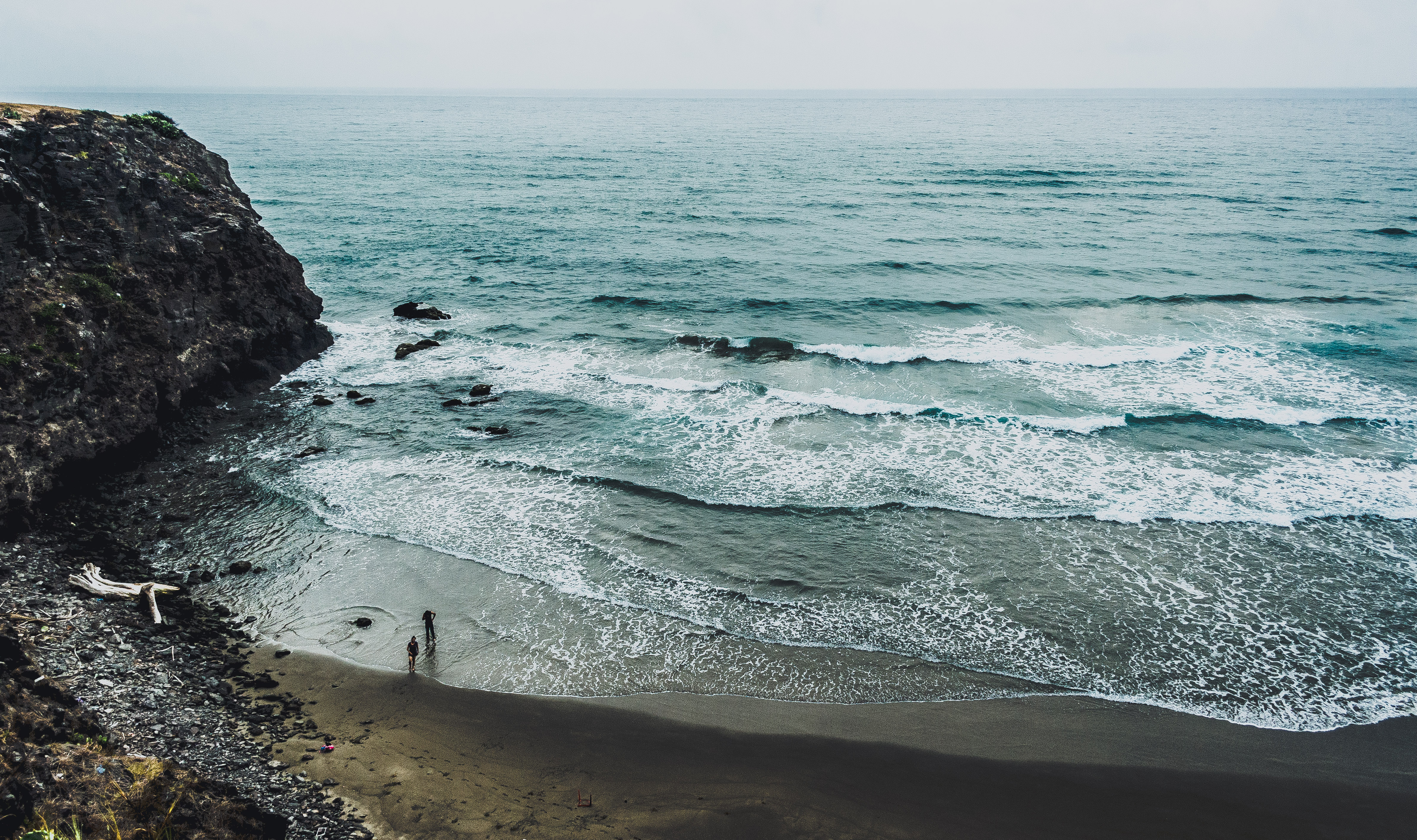
Palma Sola, México (Unsplash)

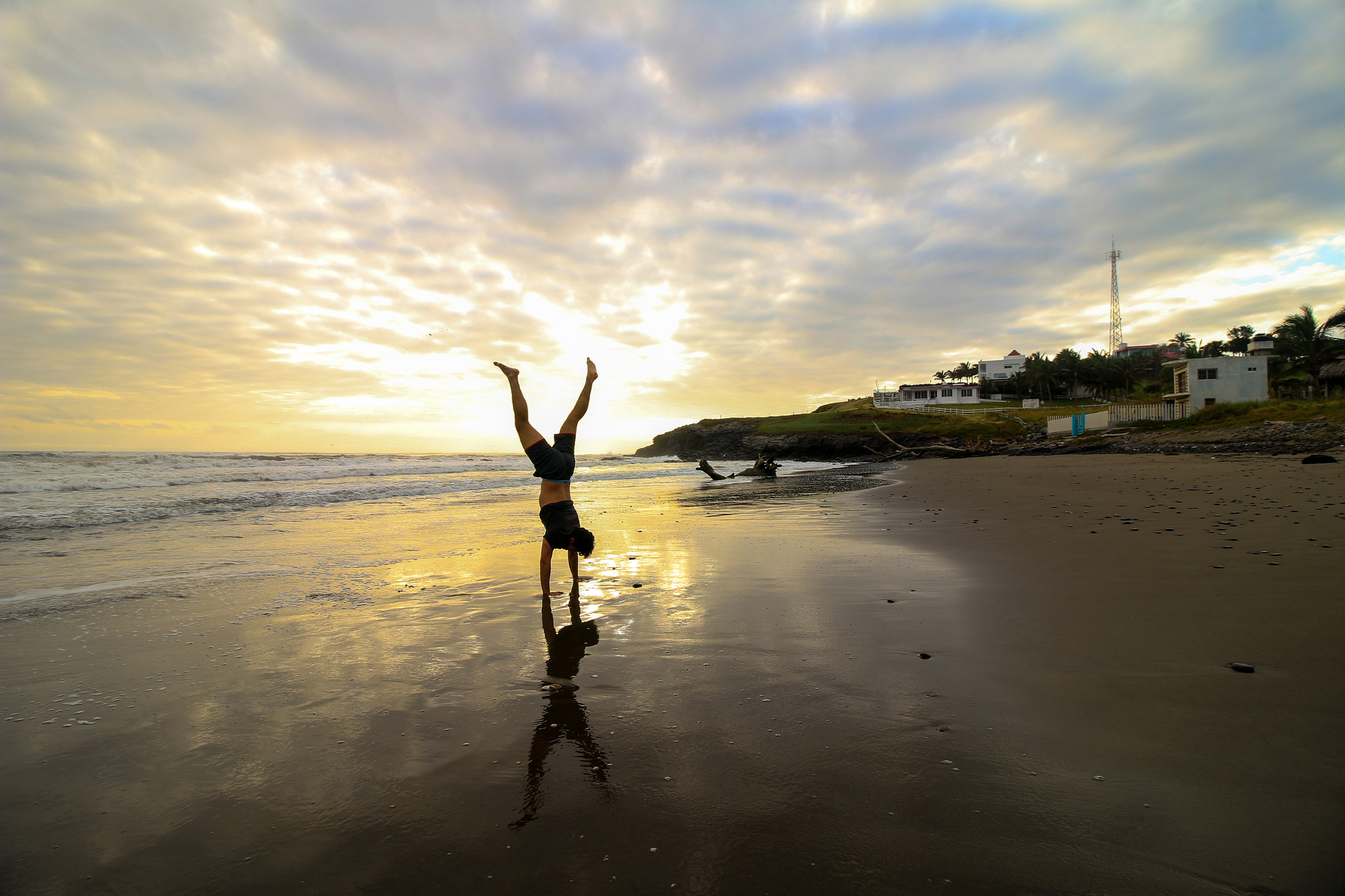
Morning Yoga

El Municipio de Alto Lucero de Gutiérrez Barrios es uno de los 212 municipios en que se encuentra dividido el estado de Veracruz y forma parte de la Región Capital, al oriente de México. Su cabecera municipal es la población de Alto Lucero que se encuentra situada a 35 kilómetros de la capital del estado, la ciudad de Xalapa y es el centro administrativo y comercial de las localidades del municipio.
En el mismo municipio, se encuentra ubicada la Central Nuclear Laguna Verde, que se construyó en la década de 1970.

## Geografía
El municipio de Alto Lucero de Gutiérrez Barrios se encuentra localizado entre las coordenadas extremas de 19° 32' - 19° 56' de latitud norte y 96° 24' - 96° 46' de longitud oeste, su altitud fluctúa de 10 a 1 900 metros sobre el nivel del mar y tiene una extensión territorial de 725,48 kilómetros cuadrados.
Limita al norte con el municipio de Vega de Alatorre y con el municipio de Juchique de Ferrer, al noroeste con el municipio de Chiconquiaco, al oeste con el municipio de Tepetlán y con el municipio de Naolinco y al sur con el municipio de Actopan.

### Orografía e hidrografía
El territorio del municipio de Alto Lucero es accidentado al estar localizado en las estribaciones de la Sierra de Chiconquiaco y la altura fluctúa entre lo 10 y los 1 900 metros sobre el nivel del mar, las principales elevaciones son el Cerro Rebotaderos, el Cerro Los Atlixcos y el Cerro La Paila; fisiográficamente todo el territorio de Alto Lucero pertenece a la Provincia fisiográfica X Eje Neovolcánico y a la Subprovincia fisiográfica 56 Chiconquiaco.
Las principales corrientes del municipio son el río de la Barranca y el río Platanar que desembocan en el Golfo de México, y los ríos Capitán, La Peña y El Limón que son afluentes del río Actopan, existe además en el sureste del territorio y casi en la costa del Goldo de México, la Laguna Verde, junto a la que está construida la central nuclear del mismo nombre; hidrológicamente el municipio se encuentra dividido en dos mitades, la mitad norte forma parte de la Región hidrológica Tuxpan-Nautla y a la Cuenca del río Nautla y otros y la mitad sur a la Región hidrológica Papaloapan y a la Cuenca del río Jamapa y otros.

### Clima y ecosistemas
En Alto Lucero de Gutiérrez Barrios se registran diferentes tipos de clima, influidos principalmente por las diferencias de altitud del terreno, el clima mayoritario es el cálido subhúmedo con lluvias en verano que se registra en la costa y toda la zona sur del municipio; en el norte es donde se da la mayor diversidad de climas, en el centro norte existe una zona con clima cálido subhúmedo con abundantes lluvias en verano y hacia el suroeste de esta zona se registra clima semicálido húmedo con abundantes lluvias en verano, al noroeste continúa una zona con clima semicálido húmedo con lluvias todo el año y finalmente en el extremo noroeste se registra clima templado húmedo con abundantes lluvias en verano; la temperatura media anual que se registra en la zona costera va de los 24 a los 26 °C, la zona central y oeste tiene un rango de los 22 a 24 °C y la zona noreste de 20 a 22 °C y de 18 a 20 °C; la precipitación promedio anual de la zona noroeste es de 1,500 a 2,000 mm, la de la zona costera y central es de 1,200 a 1,500 mm y la zona sureste es de 1,000 a 1,200 mm.
El territorio de Alto Lucero se dedica principalmente a la agricultura de temporal y en el resto se encuentra principalmente pastizal, donde existen especies como el guarumbo, el jonote, el guanacaxtle y el sangreado. Las principales especies animales con presencia en el municipio es de liebres, tlacuaches, ardillas, tejones y una gran concentración de escorpiones.

## Demografía
De acuerdo a los resultados del Conteo de Población y Vivienda realizado en 2005 por el Instituto Nacional de Estadística y Geografía, la población total de Alto Lucero de Gutiérrez Barrios es de 25 893 habitantes, de los que 12 737 son hombres y 13 156 son mujeres.
| Evolución demográfica del municipio de Alto Lucero de Gutiérrez Barrios |        |        |
| 1995                                                                    | 2000   | 2005   |
| 27 331                                                                  | 27 124 | 25 893 |

### Grupos étnicos
En 2005 existían en el municipio de Alto Lucero de Gutiérrez Barrios un total de 29 personas hablantes de alguna lengua indígena, 15 hombres y 14 mujeres; de ellos, 26 son bilingües al español, y 3 no especifican su condición de bilingüismo; de la totalidad de hablantes, 22 no especifican cual es su lengua materna, estando registrados solo dos hablantes de náhuatl, y un hablante de cada una de las siguientes lenguas: idioma huasteco, lenguas mixtecas, lenguas zapotecas, idioma otomí e idioma totonaco.

### Localidades

Principales localidades

En Alto Lucero de Gutiérrez Barrios se encuentran un total de 191 localidades, las principales y su población en 2020 son:
| Localidad            | Población |
| Total Municipio      | 50 220    |
| Alto Lucero          | 5 238     |
| Mesa de Guadalupe    | 3 439     |
| Palma Sola           | 3 227     |
| Blanca Espuma        | 1 580     |
| La Reforma           | 1 335     |
| Monte Verde Chivería | 1 019     |
| Cerrillos de Díaz    | 916       |

## Infraestructura

### Carreteras
Las principales carretera que atraviesa el municipio de Alto Lucero de Gutiérrez Barrios es la siguiente:
- Carretera Federal 180.

La carretera federal 180 recorre el municipio en sentido norte a sur y prácticamente paralela a la costa, en todo su recorrido es una carretera asfaltada de dos sentidos, con un carril para cada uno de ellos, la principal localidad que cruza es Palma Sola, además circula junto a la Planta Nuclear de Laguna Verde. Existe además una carretera de carácter estatal que desde la carretera 180 une a la cabecera municipal, Alto Lucero, esta carretera también asfaltada y de dos carriles circula por las zonas más accidentadas del municipio teniendo como resultado un trazo muy sinuoso; finalmente existen un gran número de caminos de terracería que comunican al resto de comunidades del municipio con estas carreteras primarias.

### Central nuclear de Laguna Verde

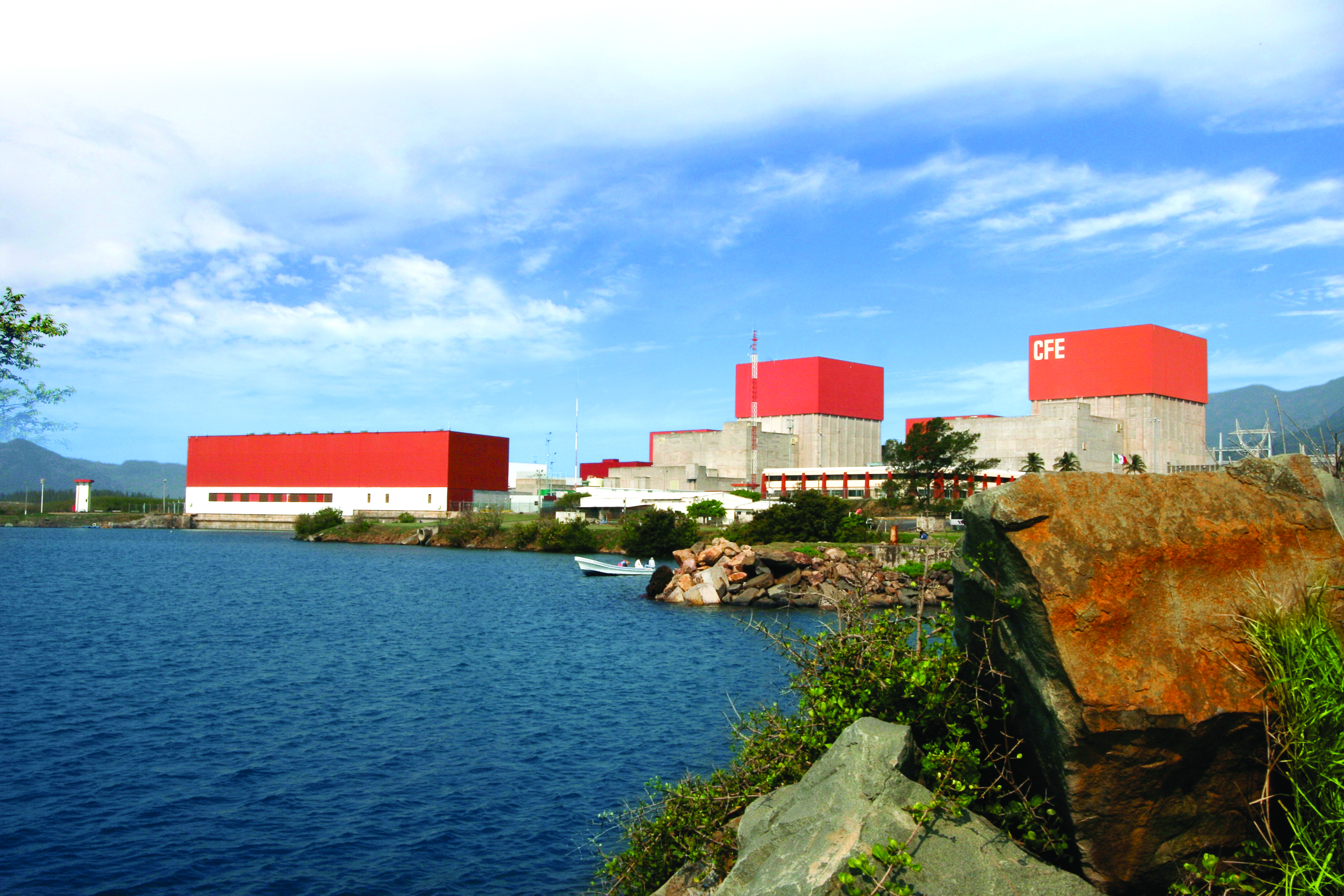
Central Nuclear de Laguna Verde

En Alto Lucero se encuentra localizada la Central Nuclear de Laguna Verde, dicha central se encuentra en el extremo sureste del territorio, en la costa del Golfo de México y en las coordenadas 19°43′15″N 96°24′23″O / 19.72083, -96.40639 en el kilómetro 42.5 de la carretera federal 180 tramo Cardel - Nautla.
La Central Nuclear Laguna Verde es propiedad del Gobierno Federal de México y es administrada por la Comisión Federal de Electricidad (CFE), a través de la Gerencia de Centrales Nucleoeléctricas. Además está sujeta a la supervisión de organismos tanto nacionales como internacionales, que tienen como objetivo asegurar que la Central sea operada de forma segura, cumpliendo con las regulaciones nucleares nacionales e internacionales. La construcción de la unidad 1 comenzó en octubre de 1976, fue conectada a la red eléctrica en 1989. En el caso de la unidad 2, su construcción empezó en 1977 y se integró a la red de potencia eléctrica en 1995.

## Política

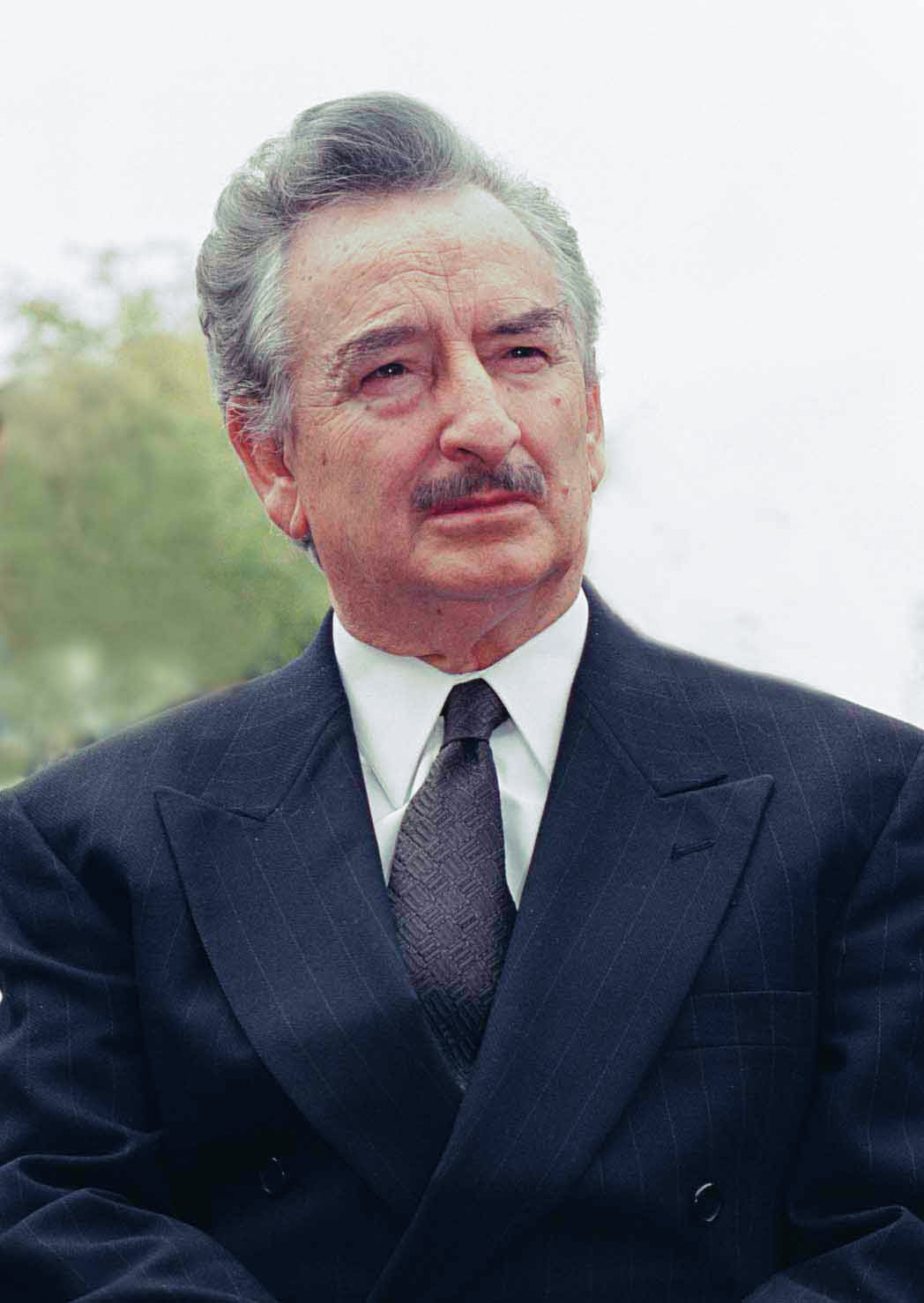
Fernando Gutiérrez Barrios

El gobierno del municipio de Alto Lucero de Gutiérrez Barrios está a cargo de su Ayuntamiento, que es electo mediante voto universal, directo y secreto para un periodo de tres años que no son renovables para el periodo inmediato posterior pero si forma no continua, está integrado por el presidente municipal, un síndico único y el cabildo conformado por dos regidores, uno electo por mayoría relativa y otro por el principio de representación proporcional. Todos entran a ejercer su cargo el día 1 de enero del año siguiente a su elección.
El 29 de enero de 1991 el Congreso de Veracruz emitió un decreto mediante el cual el municipio recibió el nombre oficial de Alto Lucero de Gutiérrez Barrios, en honor de Fernando Gutiérrez Barrios, gobernador de Veracruz y Secretario de Gobernación en el gobierno de Carlos Salinas de Gortari, quien durante su mandato realizó la carretera Alto Lucero - Xalapa.

### Representación legislativa
Para la elección de Diputados locales al Congreso de Veracruz y de Diputados federales al Congreso de la Unión, el municipio de Alto Lucero de Gutiérrez Barrios se encuentra integrado en los siguientes distritos electorales:
Local:
- XIX Distrito Electoral Local de Veracruz con cabecera en la ciudad de Cardel.[16]

Federal:
- Distrito electoral federal 8 de Veracruz con cabecera en la ciudad de Xalapa Enríquez.[17]

### Presidentes municipales
- (1988 - 1991): Bernardo Domínguez Zárate
- (1991 - 1994): Addi Castillo Cevallos
- (1994 - 1997): Armando Reyes Moctezuma
- (1997 - 2000): Francisco Vázquez Rosado
- (2000 - 2004): Trinidad López Herrera
- (2004 - 2007): Miguel Ángel Castillo López
- (2007 - 2010): Sergio Andrade Aguilar
- (2010 - 2013): Lucio Castillo Bravo
- (2013 - 2017): Félix Manuel Domínguez Lagunes
- (2017 - 2021): Javier "Sapo" Castillo Viveros
- (2021 - actual): Luis Vicente Aguilar Castillo "Chentin"